# Fontana di Sant'Agata

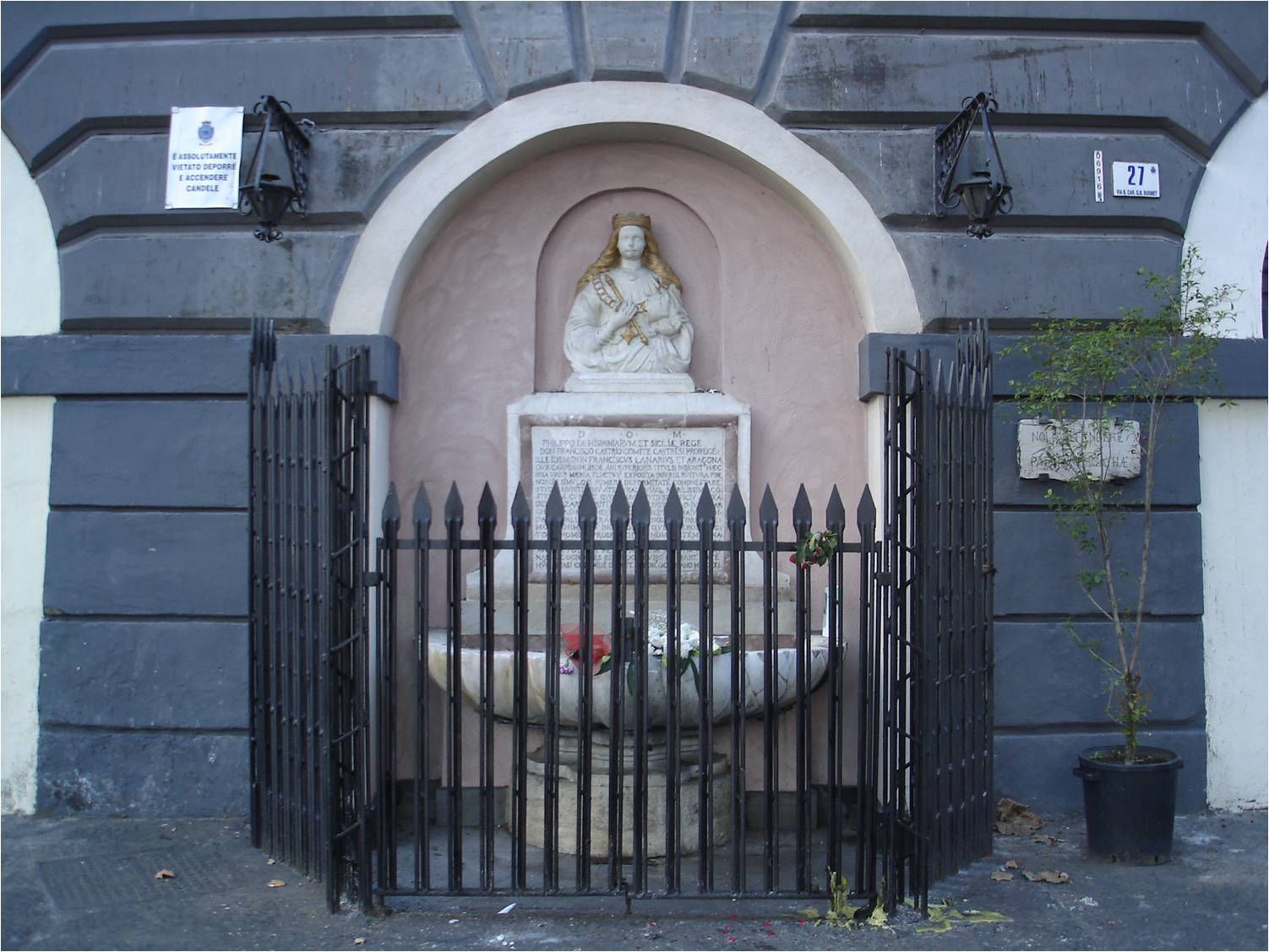
Fontana di Sant'Agata, in via Dusmet.

La fontana di Sant'Agata, seconda per ordine di antichità a Catania, quasi nascosta nelle mura di via Dusmet, sotto l'Arcivescovado, si trova nei pressi di Porta Uzeda, di fronte agli archi del viadotto ferroviario. I catanesi la chiamano semplicemente la Fontanella. Secondo le tradizioni popolari la fontana venne costruita a ricordo del punto da cui era partito il corpo di sant'Agata quando fu trasportato, nel 1040, dal generale bizantino Giorgio Maniace, a Costantinopoli.
Venne realizzata nel 1621 per l'iniziativa di Francesco Lanario, duca di Carpignano e governatore della città, che aveva aperto l'attuale via Dusmet, allora strada Lanaria, e che inaugurò la fonte il 4 ottobre di quell'anno, denominandola, Fonte Lanaria.

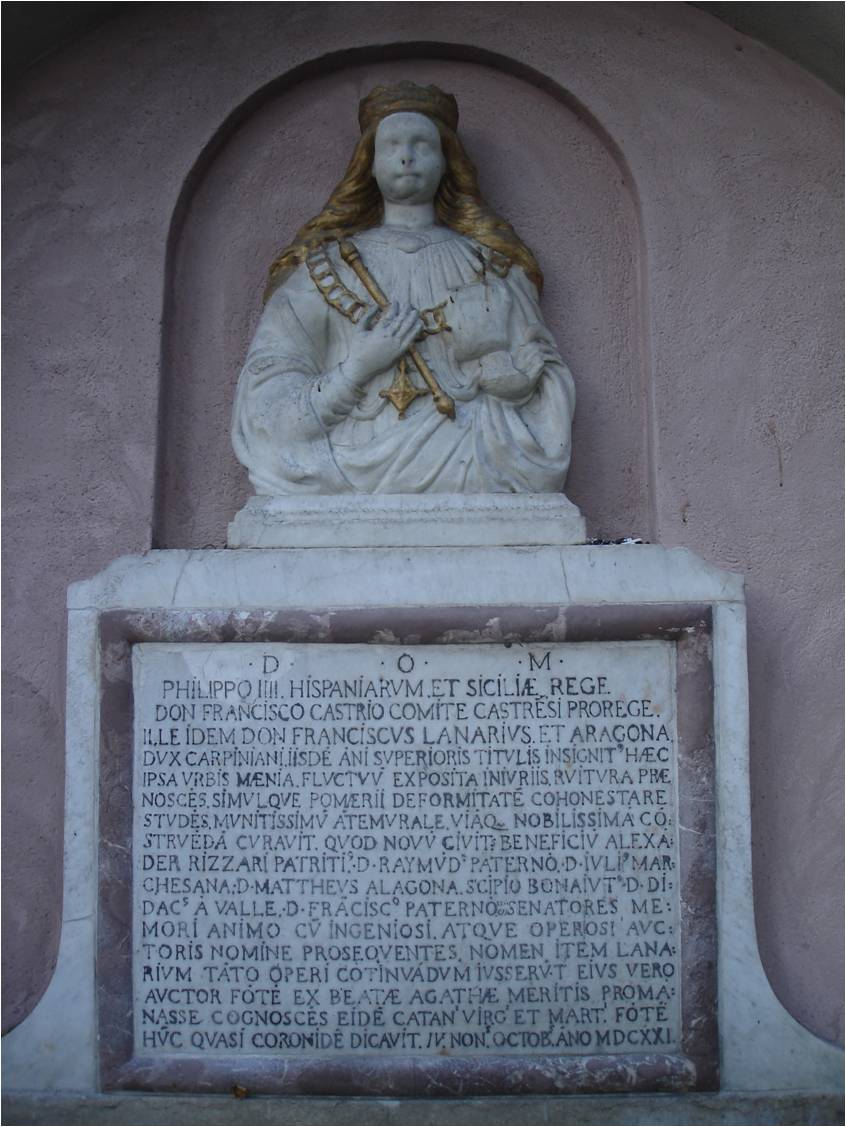
iscrizione del 1621.

L'iscrizione, variamente interpretata dagli storici contemporanei, ma prima di tutti trascritta e pubblicata da Don Giacomo Gravina nello stesso anno, riporta il seguente testo: